# لاک‌پشت جعبه‌ای غربی
لاک‌پشت جعبه‌ای غربی (نام علمی: Terrapene ornata) نام یک گونه از سرده لاک‌پشت لولادار است.